# SF Deinum
SF Deinum (Sportferiening Deinum) is een omnisportvereniging uit Deinum, gemeente Waadhoeke, Friesland, Nederland. De vereniging heeft haar thuisbasis op het "sportcomplex De Fjouwer". De club telt afdelingen voor kaatsen, korfbal, voetbal, gymnastiek, jazzballet en volleybal.

## Algemeen
De club ontstond per 1 juli 2016 als gevolg van het samengaan van vier plaatselijke verenigingen; keatsferiening DTD, gymvereniging S&S, voetbalvereniging Sparta '59 en korfbalvereniging TDK.

### Fusieclubs
De oudste club was keatsferiening DTD, afkorting van "De Trije Doarpen" (Deinum, Blessum en Boksum), deze werd opgericht in 1909. De gymvereniging S&S (Sport & Spel) volgde in 1938, in een later stadium konden ook freerunning, jazzdance en volleybal bij de vereniging beoefend worden. In 1958 werd de korfbalvereniging TDK (afkorting van "Troch De Koer") opgericht en op 1 april 1959 de  voetbalvereniging Sparta, vernoemd naar Sparta Rotterdam de landskampioen in 1959, en al snel omgedoopt tot Sparta '59.

## Voetbal

### Standaardelftal
Het standaardelftal speelt in het seizoen 2020/21 in de Vierde klasse zondag van het KNVB-district Noord.
Als SF Deinum nam het eerste elftal met ingang van het seizoen 2016/17 ook weer deel in een standaardcompetitie, het startte opnieuw in de Vijfde klasse, op het laagste niveau.
Voor de eerste promotie naar de KNVB Vierde klasse in 1977 speelde Sparta van 1959/60-1960/61 in de derde klasse, van 1961/62-1964/65 en 1968/69-1975/76 in de tweede klasse en van 1965/66-1967/68 en in het seizoen 1976/77 in de eerste klasse van de Friesche Voetbalbond (FVB). Van 2013/14-2015/16 werd er gespeeld in de reserve 5e klasse in het zondagvoetbal.
Op 18 juni 2022 wonnen ze tegen Sidderburen en promoveerden ze naar de Derde klasse.

#### Erelijst
kampioen Zesde klasse: 2000
kampioen FVB 1e klasse: 1996
kampioen FVB 2e klasse: 1976, 1988
kampioen FVB 3e klasse: 1961

#### Competitieresultaten 1978–2020
N.B. tot en met 2013 als Sparta'59; vanaf 2017 als SF Deinum.
| 10 4A |

| 11 4A |

| 8 |

| 11 |

| 3 2A |

| ? 2A |

| ? 2A |

| ? 2A |

| ? 2A |

| 2 2A |

| 1 2A |

| 2 |

| 4 4A |

| 12 4A |

| 8 |

| 8 |

| 11 |

| 4 |

| 1 |

| 2 5B |

| 4 5B |

| 12 5A |

| 1 6A |

| 4 5A |

| 10 5A |

| 6 5A |

| 5 5A |

| 7 5A |

| 5 5A |

| 7 5A |

| 11 5A |

| 4 6B |

| 4 6B |

| 7 5A |

| 7 5A |

| 9 5A |

|  |

|  |

|  |

| 7 5B |

| 3 5B |

| 3 5B |

| -- 5B |

| - 4B |

| Vierde klasse | Vijfde klasse | Hoofdklasse FVB | Zesde klasse | Eerste klasse FVB | Tweede klasse FVB |

AVC · VV Beetgum · SC Berlikum · CVO · SF Deinum · VV Dronrijp · VV Foarút · SC Franeker · VV Minnertsga · Ouwe Syl · VV Sint Annaparochie · Sint Jacob · SSS '68 · Stormvogels '64 · VV Tzum · VV Tzummarum